# Vosselwijk
Vosselwijk is een wijk in de stad Sint-Niklaas gelegen in de provincie Oost-Vlaanderen. De buurt is gelegen rondom de Weynstraat, de Mispelstraat en de Braemstraat. Het gebied is matig bebouwd met residentiële woonsten en lichtelijke landbouw. De buurtschap ligt net buiten het stadscentrum van Sint-Niklaas. De Weynstraat leidt noordwaarts naar Sint-Gillis-Waas door allerlei polderwegen. De Mispelstraat loopt zuidwaarts richting de N403 in het stadscentrum. De Braemstraat loopt tevens naar de N403, boven de Vlijminckshoek.

Deelgemeenten: Belsele · Nieuwkerken-Waas · Sinaai · Sint-Niklaas

Overige plaatsen en wijken: Baenslandwijk · Clementwijk · Dillaertwijk · Driegaaien · Driekoningenwijk · Drielinden · Duizend Appels · Eindeken · Elisabethwijk · Fabiolawijk · Godschalk · Hertjen · Hoogkameren · Kettermuit · Kletterbos · Krekel · Molenwijk · Ossenhoek · Patotterij · Populierenwijk · Priesteragiewijk · Puivelde · Stationswijk · Ster · Tereken · Valk · Vlijminckshoek · Vossekot · Vosselwijk · Watermolenwijk · Westakkers · Wijnveld · Zwaanaarde

Belgische gemeenten · Arrondissement Sint-Niklaas · Oost-Vlaanderen · Vlaanderen